# Mon Repos
 For alternative betydninger, se Mon Repos. (Se også artikler, som begynder med Mon Repos)
Mon Repos er et slot på øen Korfu i Grækenland. Det ligger syd for byen Korfu i Palaiopolis-skoven.

## Historie
Mon Repos blev opført i 1828–1831 som sommerresidens for den britiske højkommissær for de Ioniske Øers Forenede Stater, Frederick Adam, og hans anden hustru (en Korfu-bo), Diamantina 'Nina' Palatino. De måtte dog forlade villaen kort efter, allerede i 1832, da Adam blev sendt afsted for at gøre tjeneste i Indien. Villaen blev herefter kun sjældent anvendt som residens for de senere britiske guvernører. I 1833 blev den indrettet som en kunstskole, mens parken blev åbnet for offentligheden i 1834. Kejserinde Elisabeth af Østrig-Ungarn boede i villaen i 1863. Under opholdt forelskede hun sig i øen, hvor hun senere opførte Achilleion-slottet.
Efter Korfu blev en del af Kongeriget Grækenland i 1864, blev villaen skænket til Kong Georg 1. af Grækenland som en sommerresidens. Han gav den navnet Mon Repos (fransk: mit hvilested). Den græske kongefamilie benyttede slottet som residens indtil Kong Konstantin 2. forlod landet og gik i eksil i 1967. Slottet gik herefter i forfald, men blev instandsat i 1990'erne.
Flere kongelige er født på slottet, blandt andet Prins Philip, hertug af Edinburgh i 1921 og Prinsesse Alexia af Grækenland i 1965.
Villaen og dens have tilhører i dag Korfu by. Hovedbygningen bliver anvendt som arkæologisk museum.

## References
- Hellenic Ministry of Culture and Tourism – Archaeological Museum of Palaeopolis Amos popular donee.